# Sebastian Shaw (diễn viên)
Sebastian Lewis Shaw (sinh ngày 29 tháng 5 năm 1905 - mất ngày 23 tháng 12 năm 1994) là một diễn viên, đạo diễn, tiểu thuyết gia, nhà viết kịch và nhà thơ Anh. Trong suốt sự nghiệp 65 năm của mình, Shaw đã diễn xuất trong hàng chục vở kịch và hơn 40 phim và truyền hình.
Shaw sinh ra và lớn lên ở Holt, Norfolk và diễn xuất lần đầu tiên lúc lên 18 tuổi tại một nhà hát London. Shaw học diễn xuất tại trường Gresham và Học viện kịch nghệ hoàng gia. Mặc dù Shaw chủ yếu diễn trên sân khấu London, Shaw cũng đã diễn tại sân khấu Broadway lần đầu vào năm 1929, khi thủ vai một trong hai kẻ giết người trong Rope's End. Shaw diễn xuất trong bộ phim đầu tiên của mình, Caste, vào năm 1930 và bắt đầu nhanh chóng tạo tên tuổi trong lĩnh vực điện ảnh. Tuy nhiên, ông tự mô tả mình như là một "diễn viên rất tồi" lúc còn là thanh niên và nói rằng thành công của ông chủ yếu là do vẻ ngoài đẹp trai. Ông tuyên bố chỉ trưởng thành như một người diễn viên thực thụ chỉ sau khi rời quân ngũ từ Không quân Hoàng gia Anh trong thế chiến II.
Shaw đặc biệt được công chúng biết đến với các vai diễn của mình trong các tác phẩm của William Shakespeare, được xem là táo bạo và đi trước thời đại. Năm 1966, ông gia nhập Công ty Royal Shakespeare, nơi ông hợp tác trong một thập kỷ và thực hiện một số vai diễn nổi tiếng nhất của mình. Ông cũng đã viết một số bài thơ và một cuốn tiểu thuyết, The Christening, vào năm 1975. Ông cũng được biết đến với vai diễn ngắn ngủi nhưng quan trọng của mình trong Return of the Jedi, phần gốc thứ ba trong loạt phim Star Wars, trong đó ông đóng vai Darth Vader và vai ma của Anakin Skywalker trong phiên bản gốc của bộ phim.